# Âm tính
Âm tính là một bộ phim truyền hình dựa trên sóng gió cuộc đời của nhân vật có thật Lâm Uyển Nhi được thực hiện bởi Hãng phim Truyền hình Thành phố Hồ Chí Minh, Đài Truyền hình Thành phố Hồ Chí Minh do Nguyễn Phương Điền làm đạo diễn. Phim phát sóng vào lúc 18h00 từ Chủ Nhật đến thứ 4 hàng tuần bắt đầu từ ngày 14 tháng 3 năm 2010 và kết thúc vào ngày 14 tháng 4 năm 2010 trên kênh HTV9.

## Nội dung
Lấy cảm hứng từ nhân vật có thật Lâm Uyển Nhi, Âm tính kể về một cô gái trẻ xinh đẹp sớm đoạt vương miện Hoa hậu, nhưng nhanh chóng rơi vào cạm bẫy đồng tiền và danh vọng mà các đại gia xã hội giăng sẵn. Hết thời, cô Hoa hậu tự biến mình thành gái bao, rồi cuối cùng mang thân phận gái điếm.

## Diễn viên
- Mai Phương Thúy trong vai Minh[4][5]
- Huỳnh Anh Tuấn trong vai Hoan[6]
- Ngọc Lan trong vai Hồng
- Kim Thoa trong vai Lê
- Quang Tuấn trong vai Tuấn
- Ngọc Thuận trong vai Huy
- NSƯT Kim Xuân trong vai Hạnh
- Công Ninh trong vai Mạnh
- Mai Huỳnh trong vai Lý
- Hoàng Sơn trong vai Khôi

Cùng một số diễn viên khác....

## Ca khúc trong phim
Bài hát trong phim là ca khúc "Mờ lối em về" do Minh Nhiên sáng tác và Phương Thanh thể hiện.

## Giải thưởng
| Năm  | Giải thưởng                                | Hạng mục                               | (Người) đề cử   | Kết quả   | Tham khảo         |
| ---- | ------------------------------------------ | -------------------------------------- | --------------- | --------- | ----------------- |
| 2009 | Liên hoan Truyền hình toàn quốc lần thứ 29 | Phim truyền hình                       | —               | Giải vàng | [ 7 ] [ 8 ] [ 9 ] |
| 2011 | HTV Awards                                 | Nữ diễn viên chính được yêu thích nhất | Mai Phương Thúy | Đề cử     | [ 10 ]            |
| 2011 | HTV Awards                                 | Nữ diễn viên phụ được yêu thích nhất   | Ngọc Lan        | Đề cử     | [ 10 ]            |